# Kongeriget Juda
Kongeriget Juda (hebraisk מַלְכוּת יְהוּדָה, Malḫut Yəhuda eller Malḵûṯ Yəhûḏāh) (ca. 930–586 f.kr.) var i jernalderen et kongerige i Mellemøsten. Bibelen fremstiller det som et af de to selvstændige riger, der opstod efter Israels splittelse – Juda kaldes også for Sydriget for at skelne det fra Nordriget Israel.
Historikerne er splittet i synet på den historiske rigtighed af den bibelske fremstilling. I 900-tallet og det tidlige 800-tal f.Kr. synes området Juda at have været sparsomt befolket, begrænset til nogle få bosætninger, hvoraf de færreste var befæstet. Jerusalem, kongerigets hovedstad, synes ikke at have været et betydeligt administrativt centrum før mod slutningen af 700-tallet f.kr. Før denne tid ser det ud som om, at dens befolkning var for lille til at kunne opretholde et levedygtigt kongedømme. I 600-tallet f.Kr. voksede befolkningen stærkt, blomstrende under assyrisk overherredømme (til trods for Hizkijas oprør mod den assyriske kong Sankerib), men i 605 f.Kr. blev det assyriske rige besejret, og den påfølgende konkurrence mellem oldtidens Egyptens 26. dynasti og det nybabyloniske rige angående kontrollen over Mellemøsten og den østlige del af Middelhavet førte til ødelæggelsen af kongeriget Juda i en række krige mellem 597 og 582 f.Kr. og det babyloniske fangenskab.
 Der er for få eller ingen kildehenvisninger i denne artikel, hvilket er et problem. Du kan hjælpe ved at angive troværdige kilder til de påstande, som fremføres i artiklen.

31°31′57″N 35°05′59″Ø / 31.532569°N 35.099825°Ø